# Beijing Olympic Sports Center Gymnasium
Beijing Olympic Sports Center Gymnasium (chiń. 奥体中心体育馆) – hala widowiskowo-sportowa w Pekinie, stolicy Chin. Została wybudowana w latach 80. XX wieku. Może pomieścić 6300 widzów. Znajduje się w obrębie kompleksu sportowego Beijing Olympic Sports Center.
Hala została wybudowana w latach 80. XX wieku z myślą o Igrzyskach Azjatyckich 1990, w trakcie których była jedną z aren rozgrywanych zawodów sportowych. Hala powstała jako część kompleksu sportowego Beijing Olympic Sports Center. W latach 2006–2007, w związku z Letnimi Igrzyskami Olimpijskimi 2008, została zmodernizowana, a jej pojemność wzrosła z 6000 do 6300 widzów. W 2007 roku w hali odbyły się mistrzostwa świata w wushu. Podczas igrzysk olimpijskich w 2008 roku w hali odbyło się część spotkań turnieju piłki ręcznej, a także zawody w wushu, które rozegrano jako konkurencję pokazową.